# 라떼라떼
라떼라떼는 대한민국의 혼성 재즈 밴드이다.

## 음반
- Rain Melody (2016)

## 방송
- 2011년 KBS2 TOP밴드 (시즌 1) - Top8 (7위)